# اوغونا اوزوتشوكو
اوغونا اوزوتشوكو (بالإنجليزية: Uzochukwu Ugonna)‏ (1992 في نيجيريا) هو لاعب كرة قدم نيجيري.

## وصلات خارجية
- اوغونا اوزوتشوكو على موقع ناشيونال فوتبول تيمز (الإنجليزية)
- اوغونا اوزوتشوكو على موقع Soccerway.com (الإنجليزية)